# Jaroslav Soukup (kněz)
Jaroslav Soukup, SDB, křtěný Jaroslav Ferdinand (10. března 1902, Příbram – 14. listopadu 1989, Lima) byl český salesiánský kněz, misionář v Peru a botanik.

## Životopis
Jaroslav Soukup studoval v Římě. V roce 1927 se přihlásil do misií a odjel do Peru.
Jeho koníčkem byla botanika a stal se v ní odborníkem světové úrovně. V Peru o botanice napsal řadu knih, sestavil rozsáhlý, dodnes používaný slovník andské květeny. Objevil rovněž mnoho neznámých druhů rostlin, z nichž některé jsou po něm pojmenovány.
Jeho dílo bylo oceněno řadou mezinárodních vyznamenání, obdržel několik doktorátů „honoris causa“. Přátelil se s dalším českým salesiánským misionářem v Peru – Josefem Šafaříkem.
Zemřel ve věku 87 let. Jeho pohřbu v Limě se účastnili zástupci vlády i univerzit.
Byla po něm pojmenována rostlina Anthurium soukupii – toulitka Soukupova.